# Parc Marianao
El Parc Marianao és un parc públic del barri de Marianao del municipi de Sant Boi de Llobregat (Baix Llobregat) inclòs en l'Inventari del Patrimoni Arquitectònic de Catalunya, construït al voltant del Palau Marianao.

## Descripció
Es tracta d'un parc d'estil modernista, a la manera dels jardins de Rubió i Tudurí, que està resolt en un bosc de palmeres de totes les varietats, i que emmarca un gran llac artificial amb un pont pseudo rústic que el travessa. Uns caminets amb bancs permeten el passeig per tots els racons i la vista a totes les perspectives. El llac artificial està aconseguit a base de rocalla estratègicament recoberta d'heura en alguns indrets i té un sistema d'aigua corrent que no li permet embrutar-se més de lo inevitable. La bona mida de les palmeres, que tenen copes abundoses i la seva quantitat i varietat produeixen una "autèntica sensació d'oasi", per contrast amb la polsosa esplanada que envolta el Palau i el camí d'accés al mateix, que està en un estat lamentable.
Conté una torre-mirador
Estava inclosa dins el Pla d'enjardinament de la finca del Marquès de Mariano. És de tendència naturalista, en contrast amb el neomedieval del Palau. Treballada imitant un fantasmal tronc d'arbre, té una escala exterior en forma de cargol amb restes d'una barana de pedra imitant fusta que puja fins al capdamunt on hi ha una imatge protegint i beneint el conjunt. La part de sota és buida amb diferents sostres. El primer, a l'alçada del primer tram d'escales, imita una gruta i a cada una de les columnes, per la banda interna, hi ha un banc de pedra, com si fos realment excavat en la roca viva. L'element està en un cert estat d'abandonament, més visible encara per la manca de la barana de l'escala i per l'entorn polsós, en contrast amb els jardinets de les torres de la urbanització.

## Història
Als últims anys del segle xix el Marquès de Marianao es va fer construir el Palau, i enjardinar la finca que l'envolta. No es coneix el procés pel qual tot va passar a mans públiques, però el cas és que el 1944 ja s'estava construint la urbanització senyorial Marianao. Posteriorment el parc passà a ser municipal.